# Karlheinz Martin

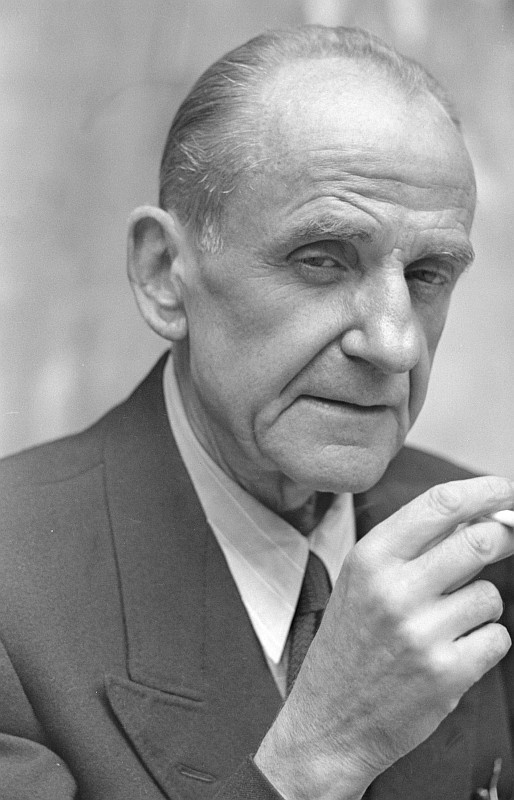
Karlheinz Martin, 1945

Karlheinz Martin (auch: Karl Heinz Martin, oft abgekürzt K. H. Martin, eigentlich: Karl Joseph Gottfried Martin) (* 6. Mai 1886 in Freiburg im Breisgau; † 13. Januar 1948 in Berlin) war ein deutscher Theaterregisseur und von 1919 bis 1939 auch als Filmregisseur und Drehbuchautor tätig.

## Theater
Karlheinz Martin begann seine Theaterkarriere 1904 als Schauspieler in Kassel. Seine nächsten Stationen waren Naumburg, Hannover und Mannheim. Im Sommertheater in Bad Schandau führte er 1909 zum ersten Mal Regie. Im Anschluss ging er nach Frankfurt am Main, wo er drei Jahre lang das Komödienhaus leitete. Danach wechselte er zum Schauspielhaus, wo er in den folgenden Jahren die treibende künstlerische Kraft war. Er inszenierte Molière- und Shakespeare-Zyklen und verhalf mit seinen Aufführungen wie 1915 von Bürger Schippel (Carl Sternheim) dem Bühnen-Expressionismus zum Durchbruch.
In Berlin war er 1919 Mitbegründer des avantgardistischen Theaters Die Tribüne, wo er mit großem Erfolg Ernst Tollers Stück Die Wandlung inszenierte.
Er arbeitete auch am Kleinen Schauspielhaus in Berlin, am Wiener Volkstheater und Raimundtheater, am Deutschen Künstlertheater Berlin, am Theater am Nollendorfplatz, an der Berliner Volksbühne, deren Künstlerischer Leiter er von 1929 bis 1932 war, und den Kammerspielen des Deutschen Theaters, Berlin. Als Theaterregisseur wurde unter dem NS-Regime bis 1940 ein Berufsverbot über Martin verhängt, sodass er sich stärker der Arbeit für den Film zuwandte. Ab 1940 inszenierte er als Gastregisseur an den Münchner Kammerspielen und am Berliner Schillertheater.

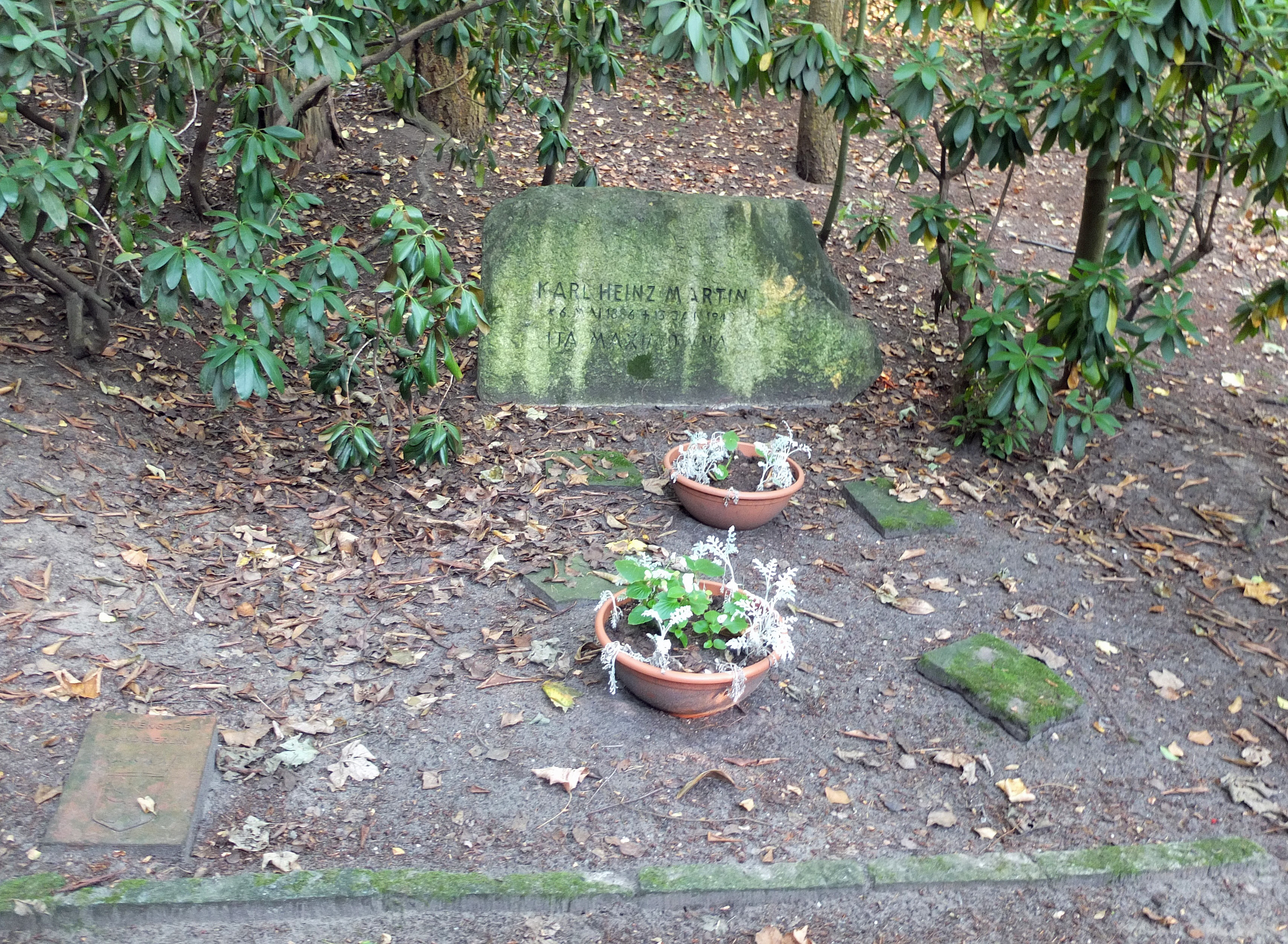
Grab auf dem Friedhof Heerstraße in Berlin-Westend im Jahr 2016 (noch mit Ehrengrabmarkierung)

Nach dem Ende des Zweiten Weltkriegs machte er sich um den Wiederaufbau der Theaterarbeit verdient. Am 15. August 1945 eröffnete er das Berliner Hebbel-Theater mit Brechts Dreigroschenoper wieder, um danach einige Uraufführungen herauszubringen: die deutsche Erstaufführung von Friedrich Wolfs Professor Mamlock, die Uraufführung von Günther Weisenborns Illegalen und die Uraufführung von Georg Kaisers Soldat Tanaka. Martin, der zugleich am Renaissance-Theater inszenierte, leitete das Hebbel-Theater bis zu seinem Tod.
Karlheinz Martin starb im Januar 1948 im Alter von 61 Jahren im Auguste-Viktoria-Krankenhaus in Berlin an der Lungentuberkulose. Zuletzt lebte er in der Gneiststraße 4 im Grunewald. Seine letzte Ruhestätte ist ein Erbbegräbnis auf dem landeseigenen Friedhof Heerstraße in Berlin-Westend. Seine Lebensgefährtin, die Bühnen- und Kostümbildnerin Ita Maximowna, wurde 1988 neben ihm bestattet. Die letzte Ruhestätte von Karlheinz Martin (Grablage: II-Erb.-31) war von 1973 bis 2021 als Ehrengrab des Landes Berlin gewidmet.

## Film
Seit 1919 wirkte Martin auch im Film. Sein bedeutendster Beitrag wurde der expressionistische Film Von morgens bis mitternachts (1920) nach dem gleichnamigen Theaterstück von Georg Kaiser. Die Dekorationen sind mit verzerrten weißen Linien bemalt und der Hintergrund mit schwarzen Wänden zugestellt. Mit den davor stilisiert agierenden Schauspielern schuf Martin eines der reinsten Werke des Expressionismus im Film. Der Film fand seinerzeit keinen Verleih und lief wahrscheinlich nur in wenigen deutschen Kinos. Eine Kopie des Films fand sich später in Japan.
1931 schrieb Martin gemeinsam mit Alfred Döblin das Drehbuch zu Phil Jutzis Berlin – Alexanderplatz. Während ihm nach 1933 nur sporadisch Theaterarbeit ermöglicht wurde, drehte er einige anspruchslose Unterhaltungsfilme.
Karl-Heinz Martin ermöglichte während der Naziherrschaft verfolgten Künstlern, so dem Tänzer und Antifaschisten Jean Weidt, die Flucht aus Deutschland. Weidt wurde in Frankreich der erfolgreichste Tänzer und Choreograf des modernen französischen Tanzes. Martin bekam aufgrund seines Engagements für verfolgte Künstlerkollegen nur noch belanglose Regiearbeiten von der UFA übertragen.
Martin war in erster Ehe mit der Schauspielerin Traute Carlsen verheiratet. Die Schauspielerin Roma Bahn war von 1916 bis 1928 seine Ehefrau. 1929 heiratete er in Berlin Elisabeth Selmeczi geb. Raab. Die Ehe wurde 1934 geschieden. In den 1930er Jahren war Karlheinz Martin vorübergehend mit der österreichischen Schauspielerin Rose Stradner verheiratet.

## Filmografie
- 1920: Von morgens bis mitternachts (auch Drehbuch)
- 1920: Die Wandlung
- 1921: Das Haus zum Mond (auch Drehbuch)
- 1921: Die Perle des Orients (auch Drehbuch)
- 1931: Berlin – Alexanderplatz (Dialog-Regie)
- 1934: La Paloma
- 1935: Punks kommt aus Amerika
- 1935: Anschlag auf Schweda
- 1936: Der Abenteurer von Paris
- 1936: Du bist mein Glück
- 1937: Die glücklichste Ehe der Welt
- 1937: Ich möcht’ so gern mit Dir allein sein (Millionäre)
- 1937: Adresse unbekannt
- 1937: Die Stimme des Herzens
- 1938: Konzert in Tirol
- 1938: Der Hampelmann
- 1939: Verdacht auf Ursula